# Gallia (transatlantico 1913)
Il SS Gallia fu un transatlantico francese da 14.996 tonnellate, della Compagnie de Navigation Sud-Atlantique, costruito dai cantieri Forges & Chantiers de la Méditerranée, La Seyne-sur-Mer. Trasformato in trasporto truppe durante la prima guerra mondiale, fu silurato e affondato nel Mediterraneo, al largo dell'isola di San Pietro, da un sottomarino tedesco il 4 ottobre 1916, provocando la morte di circa 1.740 persone.

## Storia

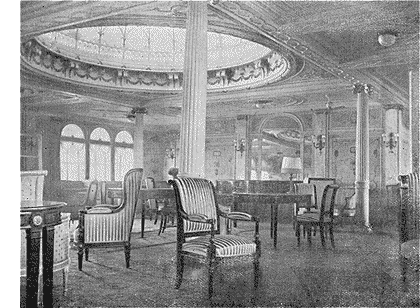
Il Salon de musique del Gallia nel 1913.

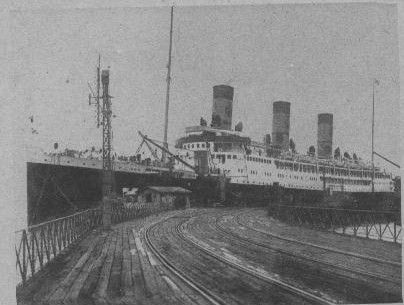
Immagine pubblicata dal giornale Le Miroir il 21 ottobre 1916.

La Compagnie de Navigation Sud-Atlantique ordinò la costruzione di un nuovo transatlantico per le operazioni nell'Atlantico meridionale, e l'unità fu denominata Gallia. La nave fu impostata presso il cantiere navale di La Seyne-sur-Mer, venendo varata il 26 marzo 1913. Le decorazioni della Sala della Musica erano opera di Georges Capgras. Il Gallia disponeva di sei ponti e aveva una capacità di trasporto di 300 passeggeri di prima classe, 106 di seconda e 80 di terza. Nello spazio tra l'opera morta e i ponti potevano trovare posto 600 emigranti. Era destinato a servire la rotta verso il Sud America, collegando Bordeaux a Rio de Janeiro in 10 giorni e Bordeaux a Buenos Aires in 13 giorni. Come la sua gemella Lutetia, che navigava sulla stessa linea, si caratterizza per i suoi tre fumaioli gialli sui quali era dipinto un gallo rosso. le 2 macchine alternative a triplice espansione e una turbina a bassa pressione garantivano una potenza di 26 000 CV e una velocità massima di 18 nodi (20,85 alle prove).
Otto mesi dopo il varo, il 29 novembre, il Gallia lasciò Bordeaux per il suo viaggio inaugurale verso il Rio de la Plata (Argentina).
Il 16 maggio 1916, come molte altre navi, fu requisita per il trasporto di truppe e convertita in incrociatore ausiliario e salpò per l'Armée d'Orient nel Mediterraneo. Il 3 ottobre 1916, non potendo aspettare l'incrociatore protetto Guichen a seguito di un incidente, il Gallia lasciò la rada di Tolone da solo per raggiungere Salonicco, in Grecia.
La nave aveva a bordo circa 2.350 persone, di cui 1.650 soldati francesi del 235º Reggimento di fanteria (RI), del 55º , 59º e 113º Reggimento di fanteria territoriale (RIT), e del 15e Escadron du Train des Équipages militaires, 350 soldati serbi, 350 marinai e 180 muli. La nave era in allerta permanente, la velocità era di 15 nodi e il Gallia navigava a zig-zag virando di 50° ogni quarto d'ora. Secondo le istruzioni ricevute, ogni uomo indossava il suo salvagente giorno e notte.
Il 4 ottobre un messaggio radio avvertì il Gallia della presenza di un sottomarino nemico proveniente dalle isole Baleari e diretto verso il mare Adriatico. Il tenente di vascello Eugène Charles Kerboul, comandante della nave, fece subito cambiare rotta per evitare di essere intercettato. Mentre il Gallia si trovava in navigazione tra le coste della Sardegna e della Tunisia, un siluro colpì la nave al traverso della stiva di prua, carica delle munizioni destinate all'armamento di bordo. L'esplosione distrusse la stazione radiotelegrafica di bordo e pertanto non fu possibile lanciare alcuna richiesta di soccorso, e la nave affondò in meno di quindici minuti. Il siluro era stato lanciato dal sommergibile tedesco U-35, comandato dal kapitänleutnant Lothar von Arnauld de la Perière.
Verso mezzogiorno del 5 ottobre, l'incrociatore protetto Châteaurenault, che aveva a bordo soldati russi e serbi, avvistò i sopravvissuti e riuscì a trarre in salvo quasi 600 persone trasportandole a Biserta.
Alcune barche a remi guidate dal guardiamarina Jean Le Courtois du Manoir, secondo ufficiale del Gallia raggiunsero le coste italiane toccando terra presso l'isola di Sant'Antioco il 6 ottobre. Imbarcati sul "Normandie", questi sopravvissuti raggiunsero Biserta il 7 ottobre. Il comandante della nave, tenente di vascello Eugène Charles Kerboul perì nell'affondamento del Gallia.
L'incrociatore ausiliario Gallia fu citato all'ordine del giorno dell'Armée navale con la seguente motivazione: L'incrociatore ausiliario Gallia: silurato il 4 ottobre 1916 da un sottomarino nemico, al largo di San-Pietro (Sardegna), mentre trasportava truppe. Tutti a bordo hanno dato il miglior esempio di coraggio, compostezza e disciplina.

### Annotazioni
1. ↑  Tale gallo che verrà poi cancellato in seguito agli scherni dei marinai e al soprannome dato alla linea di "Linea Cocarico".

### Fonti
1. 1 2 3 4 5  Hillon 1992, p. 24.
2. 1 2  Mamorial National des Marins.
3. ↑  Édouard-Joseph 193o, pp. 235-236.
4. 1 2 3 4 5 6  Forum Page 1914-1918.
5. 1 2 3 4 5 6 7 8 9  Zone Militaire.